# Parc Sanitari Pere Virgili
El Parc Sanitari Pere Virgili és un complex hospitalari al barri de Vallcarca de Barcelona, que substitueix l'antic Hospital Militar, traspassat el 1999 a la Generalitat de Catalunya. Rep el nom del cirurgià Pere Virgili i Ballvé (1699-1776), fundador i primer director del Col·legi de Cirurgia de Barcelona. Hi tenen la seu diferents entitats administratives sanitàries, com la Regió Sanitària de Barcelona, el Consorci Sanitari de Barcelona, l'Institut Català d'Avaluacions Mèdiques o l'Institut de Diagnòstic per la Imatge, entre d'altres.

## Història i descripció
Es troba entre l'avinguda de Vallcarca i els carrers d'Esteve Terrades, Josep Jover i Otília Castellví, sobre una superficie total de 55.646 m².
El 2009 s'hi inaugurà l'Hospital Sociosanitari Pere Virgili, el més gran de Catalunya destinat a pacients de la tercera edat i convalescents, amb 354 llits.
El 14 de març de 2001 va entrar en funcionament la UCSI a la 2a planta de l'edifici Tramuntana - Gregal, dotada amb 6 sales d'operacions. Cada any s'hi fan 12.917 intervencions quirúrgiques, de les que el 77% són cirurgia major i la resta cirurgia menor. Les especialitats majoritàries són cirurgia oftalmològica i maxil·lofacial, a més a més dels gabinets de ginecologia, odontologia i cirurgia general. Superfície: 1.723 m2 Inversió: 4.434.675 €. El 2013 va inaugurar tres nous espais per a la teràpia i la pediatria.
El 2021 es va construir l'Edifici Hospitalari Polivalent al Parc Sanitari Pere Virgili, realitzat per l'empresa PMMT Arquitectura i promogut pel Servei Català de la Salut com a resposta de la crisi sanitària provocada per la COVID-19. L'edifici va ser premiat pels Premis Catalunya Construcció 2021 del CAATEEB i pels Premis Arquitectura 2021 del CSCAE.